# YWHAZ
YWHAZまたは14-3-3ζ/δは、ヒトでは8番染色体に位置するYWHAZ遺伝子にコードされるタンパク質である。このタンパク質は14-3-3タンパク質ファミリーのメンバーであり、多くのシグナル伝達経路において中心的なハブタンパク質として機能する。14-3-3ζは細胞生存に重要なアポトーシス経路の主要な調節因子であり、多くのがんや神経変性疾患で重要な役割を果たしている。

## 構造
14-3-3タンパク質は一般的に約30 kDaで、ホモ二量体またはヘテロ二量体を形成する。各単量体は9本の逆平行αヘリックスから構成される。4本のαヘリックス（αC、αE、αG、αI）は両親媒性の溝を形成し、リガンド結合部位として機能する。この溝は、RXX(pS/pT)XP、RXXX(pS/pT)XP、(pS/pT)X1-2-COOHの3種類のコンセンサス結合モチーフを認識する（pS/pTはホスホセリンまたはホスホスレオニンを表す）。標的タンパク質はこの主相互作用部位に加えて、溝以外の部位で副次的な相互作用を行う場合もある。14-3-3ζは、Cbyと複合体を形成した際のお椀型をした二量体結晶構造が解かれている。YWHAZ遺伝子は5' UTRが異なるいくつかの転写バリアントをコードするが、いずれも同じタンパク質が産生される。

## 機能
14-3-3ζは14-3-3タンパク質ファミリーの7種類のメンバーのうちの1つである。このファミリーは普遍的に発現し、植物と哺乳類の間で高度に保存されている。このタンパク質ファミリーは主にホスホセリン/スレオニンを持つタンパク質の結合によってシグナル伝達経路を調節することが知られているが、リン酸化されていないタンパク質が結合する場合もある。14-3-3タンパク質は、代謝、転写、アポトーシス、タンパク質輸送、細胞周期の調節など、広範囲の生物学的過程に関与している。こうしたリン酸化依存性と広範囲の生物学的影響の組み合わせによって複数のシグナル伝達経路が動的に調節され、細胞の環境変化に対する適応が可能となっている。
特に、14-3-3ζは細胞生存の調節に重要な因子であり、Rafキナーゼ、BAX、BAD、NOXA、カスパーゼ-2など多くのアポトーシスタンパク質と相互作用する。14-3-3ζはBADやBAXに結合して細胞質に隔離し、アポトーシス促進性のBcl-2やBcl-xLの活性化を効果的に防ぐことでアポトーシスを負に調節する。さらに、NOXAによる抗アポトーシスタンパク質MCL1の阻害も防ぐ。その結果、14-3-3ζは化学療法による細胞死や、アノイキス、成長因子の枯渇、低酸素といった環境ストレスから細胞を保護する機能を果たすこととなる。その動的な活性の一例として、14-3-3ζは低酸素条件下ではATG9Aに結合してオートファジーを活性化するのに対し、高血糖条件下ではVps34に結合することでオートファジーを阻害する。さらに、14-3-3ζはIRS1との相互作用を介して、インスリンレベルに応答したグルコーストランスポーターのトラフィッキングを調節している可能性がある。
14-3-3ζはさまざまなリガンドや過程を介して細胞周期の進行を調節する。例えば、14-3-3ζはBISと複合体を形成し、STAT3のフォールディングのシャペロンとして機能することでシグナル伝達経路を活性化し、細胞老化を制御する。また14-3-3ζは、サイクリン依存性キナーゼに結合して細胞質に隔離することでそれらの活性を阻害し、G2/M期のチェックポイントを負に調節する。14-3-3ζは主に細胞質に存在して多くの核タンパク質を結合するため、標的タンパク質の核局在シグナルを遮断することで核内輸送を阻害している可能性が高い。また細胞質と核の双方に局在することは遺伝子発現において何らかの役割をもつこと示唆しており、おそらくは転写因子の活性を調節している。

### 抗原としての機能
ヒトの血管炎症候群やがんなどいくつかの免疫機能異常では、抗14-3-3ζ抗体の増加がみられることが示されている。14-3-3ζは抗原としてT細胞のTh1細胞やTh17細胞への分化に直接影響を与え、それによってIFN-γやIL-17の産生を促進する。MHCクラスII分子による14-3-3ζ抗原の提示は、IFN-γの産生に強く影響を及ぼす。この抗原としての役割の生理的重要性は不明である。

### シグナル伝達調節因子
14-3-3ζは細胞内でIL-17シグナルの伝達に関与している。IL17Aは炎症性サイトカインであり、自己免疫疾患や宿主防御に関与している。14-3-3ζの存在はIL17Aシグナルの出力に偏りを生み出し、IL-6の産生を促進する一方でCXCL1を抑制する。

## 臨床的意義
14-3-3ζは主要なハブタンパク質として、さまざまな疾患に関与している。一例として、14-3-3ζは細胞増殖に中心的役割を果たしており、そのため腫瘍のプログレッションにも関与している。14-3-3ζはmTOR、Akt、グルコーストランスポーターのトラフィッキングなどの過程を介して、肺がん、乳がん、リンパ腫、頭頸部がんなど多くのがんへの関与していることが示唆されている。特に、14-3-3ζは化学療法抵抗性と関係しており、そのためがん治療の標的として有望である。これまでのところ、14-3-3ζは乳がん、肺がん、頭頸部がん、そしておそらく消化器がんにおいて予後のマーカーとなる可能性がある。一方で、肝細胞がんでは統計的に有意な関係は見出されていない。
がんに加えて、14-3-3ζは病原体の感染や、クロイツフェルト・ヤコブ病、パーキンソン病、アルツハイマー病などの神経変性疾患への関与も示唆されている。14-3-3ζはタウタンパク質との相互作用を介してアルツハイマー病に関与することが観察されており、14-3-3ζの発現は疾患の重症度と相関している。
ヒトの自然免疫分子であるサーファクタントプロテインA（SP-A、2つの遺伝子SFTPA1、SFTPA2によってコードされる）は、14-3-3タンパク質ファミリーと結合するようである。さらに、14-3-3の阻害はサーファクタントプロテイン値の低さと相関しており、肺表面と14-3-3タンパク質との関係が示されている。サーファクタントは肺と呼吸機能の維持に重要な要素である。サーファクタントの欠乏は新生児呼吸窮迫症候群（NRDS）と密接に関係しており、NRDSの症状を示す早産児ではサーファクタントの欠乏がみられる。これらのことは、14-3-3タンパク質が呼吸機能とNRDSに重要な役割を果たしている可能性を示している。
さらに、14-3-3ζは実験動物における関節リウマチの症状の抑制に重要な役割を果たしていることが示されている。14-3-3ζノックアウト動物は野生型と比較して早発性で重度の炎症性関節炎がみられる。関節炎14-3-3ζノックアウト動物では、より重度の骨喪失と滑膜関節への免疫細胞の浸潤が観察される。14-3-3ζはコラーゲン合成と骨の保存の促進に活発な役割を果たしており、それによって骨リモデリングに大きな影響を与えている。関節炎の誘導時には抗14-3-3ζ抗体の喪失がみられるが、関節炎ノックアウトマウスに対して抗体を注入することで関節炎を抑制することはできない。一方で、発症前段階での14-3-3ζに対する免疫化はノックアウトマウスと野生型の双方で関節炎を大きく抑制する。14-3-3ζはIL-1βをダウンレギュレーションする一方でIL-1Raをアップレギュレーションし、関節炎を抑制することが観察されている。

## 相互作用
YWHAZは次に挙げる因子と相互作用することが示されている。
- IRS1[6]
- PP1[12]
- BIS（英語版）[16]
- ATG9A（英語版）[8]
- NOXA（英語版）[9]
- AKT1（英語版）[27]
- BCAR1（英語版）[28]
- BAX[9]
- BAD[9][29]
- c-Raf[30][31][32][33][34]
- CDC25B（英語版）[35]
- GP1BA（英語版）[36][37][38]
- GP1BB（英語版）[36][37][39]
- HMGN1（英語版）[40]
- IL9R（英語版）[41]
- LIMK1（英語版）[42]
- P53[43]
- PRKCE（英語版）[44]
- PRKCZ（英語版）[33][45]
- TNFAIP3[46][47]
- TSC2[48]
- タウタンパク質[49]
- ビメンチン[31]

## 関連文献
- “Partner molecules of accessory protein Vpr of the human immunodeficiency virus type 1”. DNA and Cell Biology 23 (4):  193–205. (April 2004). doi:10.1089/104454904773819789. PMID 15142377.
- “Human immunodeficiency virus type-1 accessory protein Vpr: a causative agent of the AIDS-related insulin resistance/lipodystrophy syndrome?”. Annals of the New York Academy of Sciences 1024 (1):  153–67. (June 2004). Bibcode: 2004NYASA1024..153K. doi:10.1196/annals.1321.013. PMID 15265780.
- “New insights into potential functions for the protein 4.1 superfamily of proteins in kidney epithelium”. Frontiers in Bioscience 11:  1646–66. (May 2006). doi:10.2741/1911. PMID 16368544.